# 完颜永庆
完颜永庆（?—?），汉名完颜襄。中國金朝皇族，金太祖长子完颜宗干子。母亲大氏，同母兄完颜亮、同母姐妹平阳长公主。
在金熙宗时为辅国上将军，在哥哥完颜亮即位前去世。天德二年（1150年），完颜亮追封其弟为卫王，再赠司徒。大定二十二年（1182年），金世宗追降完颜襄银青光禄大夫。子完颜和尚封应国公，赐名乐善。金世宗时谋反被杀。